# Kempes Feinest
Kempes Feinest ist eine Musikgruppe aus Grevenbroich, die hauptsächlich im Kölner Karneval aktiv ist. Der Name „Kempes Feinest“ ist eine Hommage an den ehemaligen Rabaue-Frontmann und Vater der Sängerin, Peter „Kempes“ Kempermann.

## Geschichte
Die Band formierte sich Ende des Jahres 2014 und setzt sich zusammen aus Frontfrau Nici Kempermann (Gesang), Gitarrist Tom Ederer, Schlagzeuger Victor González, Keyboarder Thomas Gwosdz und Bassist Vincent Themba.
Nach der ersten selbstproduzierten EP Lossjelosse erschien im November 2015 das Lied Wenn du nit danze kann’s auf der „Karneval der Stars“ Folge 45. Im selben Monat gewann die Band das „Loss mer singe“-Casting 2015 und im darauf folgenden Jahr konnte sie sich mit dem Lied Hück bes do mir erneut einen Platz auf der 46. Folge der „Karneval der Stars“ sichern. Im Februar 2017 veröffentlichte die Band bei Pavement Records ihr erstes Album DOCH ISSO.
Kempes Feinest gewann 2025 den Kneipenwettbewerb Loss mer singe. Zum ersten Mal in der Geschichte von Loss mer singe hat eine Band mit einer Frau an der Spitze das Kneipensingen gewonnen. Die Band gewann mit 7000 Punkten Vorsprung auf Kasalla.

## Diskografie
Alben
- 2017: DOCH ISSO (Pavement Records[6])

Lieder
- 2014: Fründe
- 2015: Wenn du nit danze kann’s
- 2016: Hück bes do mir
- 2017: Melodie (Mottosong Kölner Festkomitees 2017/2018)
- 2018: Bring mich noh Huss
- 2018: Rockolonia
- 2019: Verbeeje